# رساله فی تفضیل الاتراک علی سائر الاجناد و مناقب الحضرت العلیه السلطانیه
رساله فی تفضیل الاتراک علی سائر الاجناد و مناقب الحضرت العلیه السلطانیه کتابی است که در سده پنجم ه‍.ق توسط ابن حسول ابوالعلا نگارش یافته‌ است. او از خدمتگزاران طغرل بیک بود و در این اثر مطالبی دربارهٔ دوران آغازین سلجوقیان بیان داشته‌ است و همچنین دارای نظرات مهمی دربارهٔ ترکان است.